# 仙台地区タクシーセンター
仙台地区タクシーセンター（せんだいちくタクシーセンター）は、宮城県内のタクシー乗務員登録業務及び地理試験代行業務、苦情受け付けを行う機関である。2008年6月14日に設立され、日本では4番目のタクシーセンターである。
本機関で講習及び地理試験を行い登録しないと県内でタクシー乗務員としては働けない（地理試験は仙台市内のタクシー会社に勤務する乗務員のみ）。